# گل‌آغا شیرزی
 محمدشفیق گل‌آغا شیرزی (متولّد ۱۳۳۳ در ولایت قندهار) سیاستمدار افغان و از جنگ‌سالاران دوران جنگ علیه شوروی و جنگ داخلی افغانستان است.

## زندگی
شیرزی از پشتون‌های بارکزی است و با نام «محمد شفیق» به دنیا آمد. وی از جوانی همراه با پدرش حاج عبداللطیف به جمع مجاهدین افغان در نبرد علیه حکومت کمونیستی این کشور پیوست و لقب گل‌آغا را برای خود انتخاب کرد. وی در این دوران از فرماندهان محاذ ملی افغانستان به رهبری پیر احمد گیلانی بود.
شیرزی پس از سرنگونی حکومت نجیب‌الله به عنوان والی قندهار در دولت اسلامی افغانستان منصوب شد و قدرت زیادی در تمامی مناطق جنوبی افغانستان داشت. در جنگ داخلی افغانستان پدرش توسط نیروهای حزب اسلامی حکمتیار کشته شد و او لقب شیرزی (پسر شیر) را برای خود انتخاب کرد. با قیام طالبان در سال ۱۳۷۳ شیرزی مخفی شده و به پاکستان فرار کرد.
آمریکایی‌ها در سال ۱۳۸۰ برای سرنگونی طالبان با او تماس گرفتند و شیرزی با گردآوری حدود هزار نفر از مهاجرین افغان و با کمک نیروهای ویژه آمریکایی و حامد کرزی موفق شد قندهار را از چنگ طالبان به درآورد و بلافاصله به عنوان والی قندهار انتخاب شد. هرچند شیرزی متحد سیاسی مهمی برای کرزی بود اما به دلیل انتقادات در مورد دوران جنگ‌سالاری و مسائل مربوط به حقوق بشر و همین‌طور اتهام دخالت در قاچاق مواد مخدر این مقام از وی گرفته شد.
او سپس مدت کوتاهی را در سمت وزارت فواید عامه و وزارت شهرسازی و مسکن کار کرد و در سال ۲۰۰۴ به عنوان والی ننگرهار در شرق افغانستان تعیین شد. او در این سمت، فعالیت زیادی در عرصه بازسازی ولایت ننگرهار از خود نشان داد. این فعالیت‌ها در حدی بود که آقای شیرزی به «بولدوزر» معروف شد.

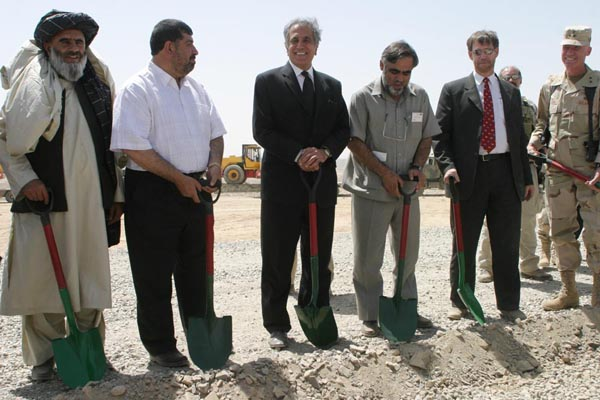
شیرزی در کنار خلیلزاد سفیر آمریکا، ۲۰۰۴

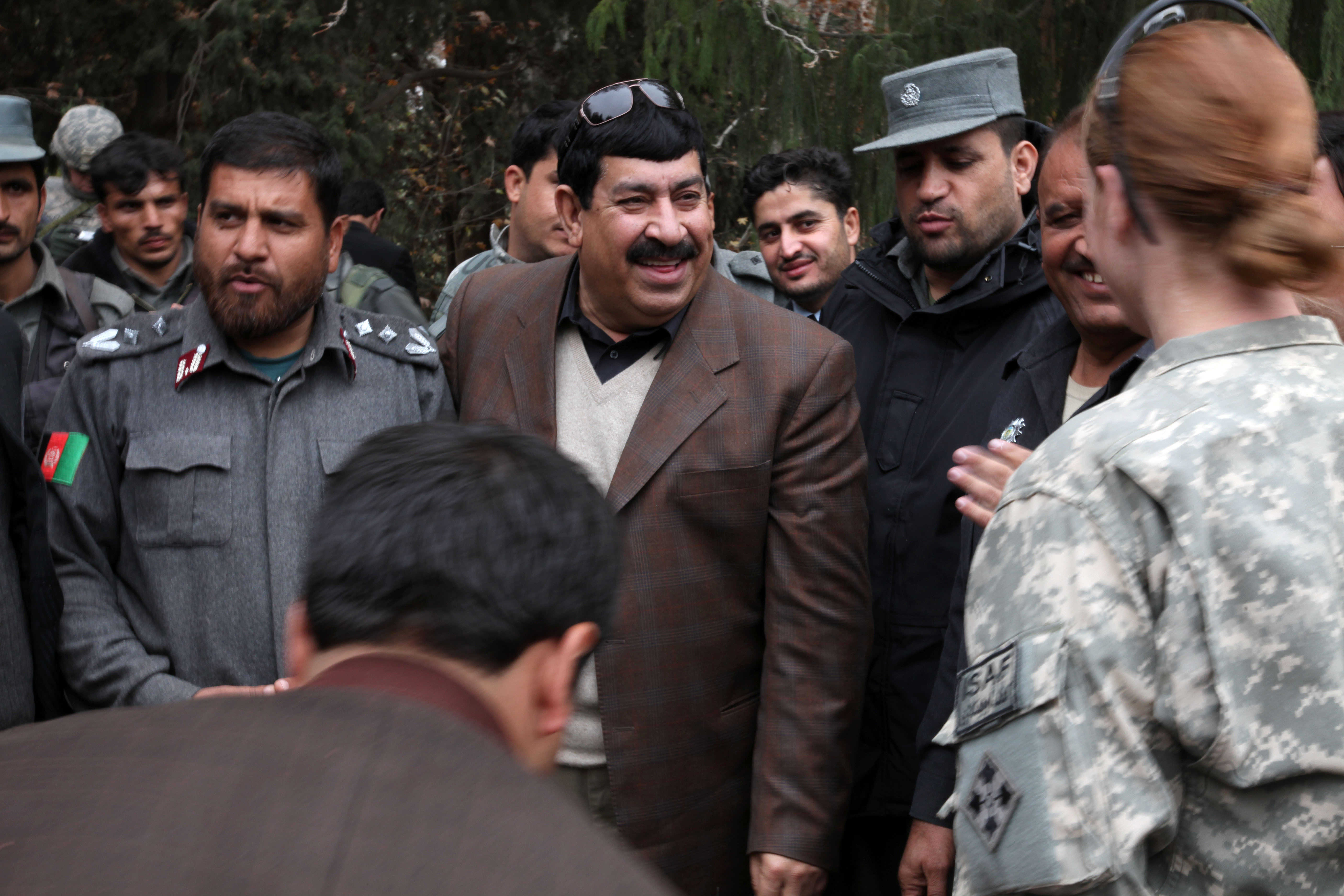

## شرکت در انتخابات ریاست جمهوری
گل‌آغا شیرزی در سال ۲۰۱۳ برای شرکت در انتخابات ریاست‌جمهوری ۱۳۹۳ افغانستان از پست خود استعفا داد و همراه با سید حسین عالمی بلخی به عنوان معاون اول و محمدهاشم زارع به عنوان معاون دوم در این انتخابات حضور یافت. اما در کارزار انتخابات تنها با ۱٫۶٪ آراء در رتبه ششم قرار گرفت. عمده آراء شیرزی در قندهار (رتبه دوم با ۱۶٪)، و دو ولایت همسایه اورزگان (رتبه چهارم با ۱۶٪) و هلمند با ۱۳٪ به دست آمد. وی در دور دوم انتخابات به جمع حامیان عبدالله عبدالله پیوست.

## بیعت با طالبان
پس از سقوط نظام جمهوری اسلامی افغانستان توسط طالبان، شیرزی در پیام ویدیوئی در اوت ۲۰۲۱ به طالبان ابراز وفاداری کرد.